# 謝爾多布斯克
52°58′N 44°13′E / 52.967°N 44.217°E
謝爾多布斯克（俄语：Сердо́бск）是俄羅斯奔薩州西南部的一個城市，距奔薩111公里。2002年時人口為37,738人。
謝爾多布斯克於1699年建立，1780年正式設市。